# Мильнер, Юрий Борисович
Ю́рий Бори́сович (Бенцио́нович) Ми́льнер (ивр. יורי מילנר‎; род. 11 ноября 1961, Москва) — российский и израильский миллиардер, предприниматель, инвестор.
Сооснователь и бывший председатель совета директоров интернет-компании Mail.Ru Group (ныне — VK), а также основатель инвестиционной компании DST Global.
Мильнер — один из самых влиятельных мировых инвесторов в технологическом секторе. Через семейство фондов DST Global Мильнер инвестировал в крупнейшие мировые интернет-компании, в том числе Facebook, Zynga, Twitter, Spotify, Groupon, JD.com, Airbnb, WhatsApp и многие другие. В 2012 году личные инвестиции Мильнера включали долю в 23andMe, Habito и Planet Labs. Мильнер неоднократно признавался одним из наиболее авторитетных мировых бизнес-лидеров.
С 1999 года — гражданин Израиля. В 2005 году переехал жить в Израиль, а затем в США. Летом 2022 года официально завершил процедуру выхода из российского гражданства.

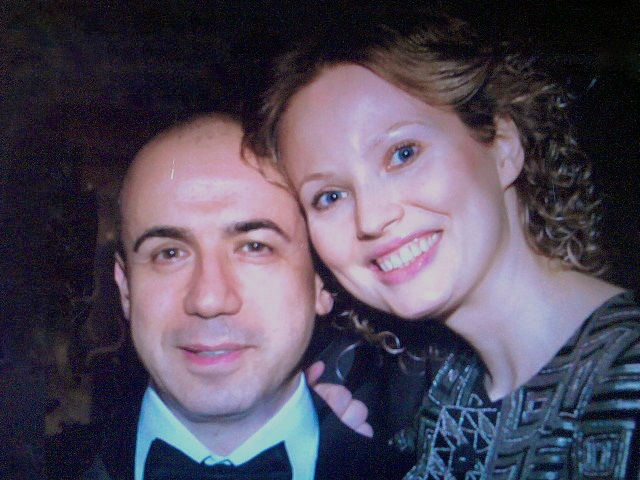
Юрий и Юлия Мильнер

## Биография
Родился 11 ноября 1961 года в Москве в еврейской семье. Отец — учёный-экономист Бенцион Захарович Мильнер (1929—2013), мать — Бетти Иосифовна Мильнер (род. 1930), работала в санитарно-эпидемиологической лаборатории.
В 1985 году окончил физический факультет МГУ по специальности «теоретическая физика». После окончания университета работал в Физическом институте Академии наук, в Отделении теоретической физики под руководством будущего Нобелевского лауреата Виталия Гинзбурга.
Начал бизнес с торговли компьютерами.
В 1990 году уехал в США, где поступил в Уортонскую школу бизнеса. Пресса цитировала его слова о том, что к этому шагу его побудило «разочарование в себе как в физике».
В 1992—1995 годах работал во Всемирном банке, где являлся экспертом по российской банковской системе в отделе развития частного сектора.
С 1995 по 1998 год занимал пост генерального директора компании «Альянс-Менатеп» (инвестиционно-брокерская компания в группе Михаила Ходорковского). С декабря 1996 года работал вице-президентом и начальником инвестиционного управления банка «Менатеп». В феврале 1997 года стал заместителем председателя правления и начальником инвестиционного управления банка «Менатеп».
В 1997—2000 годах — генеральный директор инвестиционного фонда New Trinity Investments.
В 1999 году, после прочтения обзора аналитика Morgan Stanley Мэри Микер о состоянии и перспективах бизнеса в интернете Мильнер пришёл к идее создания интернет-компании. За инвестициями он обратился к своему старому знакомому по «Менатепу» Григорию Фингеру, руководившему в тот момент российским отделением американского инвестиционного фонда New Century Holding (NCH). Фонд согласился инвестировать 4,5 млн долларов США с условием, что Мильнер и Фингер вложат по 750 тысяч долларов США из личных средств. В 1999 году Мильнер, Фингер и NCH создали компанию NetBridge.
В 2000 году стал президентом ООО «Нетбридж Сервисиз» (netBridge) (по другим данным, компанию он возглавил в 1999 году). Используя принцип переноса различных американских интернет-моделей на российскую почву, компания создала ряд проектов, таких, как интернет-аукцион Molotok.ru (созданный по аналогии с eBay), бесплатный web-хостинг Boom.ru (аналог GeoCities) и интернет-магазин 24×7 (наподобие Amazon.com). У интернет-предпринимателя Германа Клименко был приобретён сервис List.ru.
В феврале 2001 года компании netBridge и Port.ru Е. Голанда и партнёров, владевшая активами портала Mail.ru, сообщили об объединении. Мильнер стал генеральным директором новой компании Mail.ru (юридическое название — Port.ru — было сохранено).
С января 2003 по 2005 год занимал должность генерального директора, председателя правления ООО «Управляющая компания „Концерн Нефтяной“» (принадлежащего Игорю Линшицу). Отмечалось, что на тот момент «Концерн Нефтяной» являлся совладельцем компаний «Лукойл-Нефтехим», «Шестой телеканал», «АтомЭнергоСбыт» и Mail.ru. По данным на октябрь 2003 года, Мильнер являлся членом совета директоров «АтомЭнергоСбыта». Еженедельник SmartMoney позднее, в 2007 году, рассказывая об истории активов Мильнера, писал, что и сам концерн «Нефтяной» возник «…почти незаметно среди акционеров Mail.ru». Тогда же Мильнер фигурировал как президент Национальной почтовой службы «Mail.ru». Покинул «Концерн Нефтяной» он в 2005 году.
В 2005 году NCH вышел из российских интернет-проектов, а Мильнер основал инвестиционный фонд Digital Sky Technologies (DST). В 2006 году стал председателем правления Digital Sky Technologies.
В 2008 году познакомился с А. Б. Усмановым, который уже в августе стал акционером DST.
В январе 2009 года в Пало-Альто познакомился с М. Цукербергом. 26 мая 2009 года было подписано соглашение, по которому DST за 200 млн долларов купила 1,96 % акций Facebook.
С 2009 по 2011 год Мильнер входил в комиссию по модернизации, учреждённую Президентом России Д. А. Медведевым.
16 сентября 2010 года инвесткомпания Digital Sky Technologies (DST) сменила название на «Mail.ru Group». Под управление компании перешли: Mail.ru, «Одноклассники», ICQ, миноритарный пакет соцсети «Вконтакте», ОСМП, e-port, а также некоторые другие российские активы. Международные активы — доли в соцсети Facebook (10 %), производитель игр для соцсетей Zynga и скидочном сервисе Groupon были переведены в компанию DST Global. Юрий Мильнер стал председателем Совета директоров Mail.ru Group.
В ноябре 2010 года Mail.ru Group провела первичное публичное размещение акций на Лондонской фондовой бирже.
14 марта 2012 года Мильнер ушёл с поста председателя Совета директоров Mail.ru Group, его место в совете занял Д. С. Гришин. Окончательный уход Мильнера из Mail.ru Group связан, по мнению источника в крупной интернет-компании, с желанием полностью сфокусироваться на зарубежных проектах.
Мильнер является также автором книги «Первый публичный тендер в России. Уроки „Красного Октября“», посвящённой проведению открытого тендера на покупку акций кондитерской фабрики «Красный Октябрь» (автором идеи которого он являлся, работая генеральным директором «Альянс-Менатеп»).
Собственный капитал: 3,7 миллиарда USD (2018 г.). В 2020 году журнал Forbes оценил состояние Мильнера в $3,8 млрд, в списке самых богатых людей России он занимает 27 строчку.

## Глобальный интернет-инвестор
29 января 2011 Мильнер объявил, что инвестирует 150 тыс. долларов в каждый из стартапов-участников программы инкубатора Y Combinator.
2 августа 2011 DST Global инвестировал 800 млн долларов в Twitter.
В сентябре 2011 года DST Global совместно с Silver Lake Partners объявили программу выкупа акций Alibaba Group на 1,6 млрд долларов у ранних инвесторов и сотрудников компании.
DST Global инвестировала 125 млн долларов в WhatsApp.
В мае 2014 года индийская компания электронной торговли Flipkart привлекла 210 млн долларов от группы инвесторов. DST Global выступил лидирующим инвестором в раунде.
В марте 2015 года британская компания онлайн торговли Farfetch привлекла 86 миллионов долларов от DST Global и группы существующих инвесторов, оценка компании составила 1 млрд долларов.
Согласно публикациям в прессе в апреле 2017 года, индийский онлайн-сервис заказа такси OlaCabs привлёк 315 млн долларов от DST Global и группы инвесторов.
В начале 2018 года СМИ сообщали, что Мильнер стал одним из соинвесторов ICO мессенджера Telegram.
В апреле 2018 года DST Global совместно с группой инвесторов вложил 250 млн долларов в британский финтех-стартап Revolut.
В июне 2018 года DST Global инвестировала в индийский сервис по доставке еды Swiggy 210 млн долларов.
В ноябре 2018 года DST Global инвестировала совместно со шведским фондом Kinnevik 44 млн долларов в разработчика софта для организации делового туризма TravelPerk.

## Инвестиции в науку

### Премия «Прорыв»
В начале августа 2012 года Мильнер объявил об учреждении Breakthrough Prize in Fundamental Physics («Премия по фундаментальной физике»), на момент учреждения главный приз составлял 3 млн долларов, новая премия стала самой крупной научной премией в истории, более чем в 2,5 раза превосходя Нобелевскую премию по физике.
В 2013 году совместно с Марком Цукербергом (основатель Facebook) и Присциллой Чен, Сергеем Брином (сооснователь Google) и Энн Вожицки (основатель 23andMe) стал учредителем Breakthrough Prize in Life Sciences («Премии за прорыв в области медицины»), в том же году совместно с Марком Цукербергом объявил об учреждении Breakthrough Prize in Mathematics («Премия за прорыв в математике»), каждому Лауреату этих премий также вручается по 3 млн долларов.
Решения о награждении Breakthrough Prize принимает селекционный комитет, состоящий из лауреатов премии предыдущих лет. Процесс номинирования открыт для общественности через сайт www.breakthroughprize.org. По состоянию на 2016 год более 170 миллионов долларов было выплачено в качестве премий 70 учёным и 4 большим научным группам.
Премии Breakthrough Prize вручаются ежегодно на торжественной церемонии, проходящей в городе Маунтин Вью, Калифорния. Ведущими церемонии в разные годы были Морган Фриман, Сет МакФарлейн и Кевин Спейси. Соорганизатором церемонии выступает журнал Vanity Fair, церемония транслируется в прямом эфире телеканала NatGeo.

### Breakthrough Initiatives
В июле 2015 года Мильнер объявил о запуске программы Breakthrough Initiatives, серии научных благотворительных проектов, направленных на изучение вопросов, связанных с жизнью во Вселенной. Программа была объявлена в Лондонском королевском обществе, в пресс-конференции приняли участие Стивен Хокинг, британский королевский астроном Мартин Рис, основатель SETI Фрэнк Дрейк и Энн Друян, исполнительный продюсер документального сериала «Космос: пространство и время» и вдова Карла Сагана.
В рамках программы реализуется два проекта Breakthrough Listen и Breakthrough Starshot.
Breakthrough Listen — проект по поиску разумной внеземной жизни во Вселенной, рассчитанный на 10 лет и с проектным бюджетом в 100 миллионов долларов. В проекте задействованы два радиотелескопа: Телескоп Грин-Бэнк (США) и Parkes Observatory (Австралия), а также оптический телескоп Automated Planet Finder Ликской обсерватории. Проект поддерживался Стивеном Хокингом.
12 апреля 2016 года совместно со Стивеном Хокингом Мильнер объявил о начале реализации научно-исследовательского и инженерного проекта Breakthrough Starshot по разработке концепции флота межзвёздных космических кораблей, использующих световой парус, под названием StarChip. Такой тип космических кораблей, по оценкам авторов, будет способен совершить путешествие к звёздной системе Альфы Центавра, удалённой на 4,37 световых лет от Земли, со скоростью до 20 % скорости света, что займёт порядка 20 лет и ещё около 5 лет, чтобы уведомить Землю об успешном прибытии. При этом целью проекта является не конкретно это путешествие, а доказательство возможности реализации лежащей в его основе концепции. В процессе её достижения работа в рамках программы предполагает и другие полезные моменты для задач современной астрономии, таких как исследование Солнечной системы и защита от астероидов. Руководителем проекта является Пит Уорден; в совет директоров входят Марк Цукерберг, Юрий Мильнер и входил Стивен Хокинг. Также в состав команды научных консультантов во главе с Ави Лёбом входят 25 ведущих учёных и специалистов, среди которых Мартин Рис, Нобелевский лауреат астрофизик Сол Перлмуттер из Калифорнийского университета в Беркли, Энн Друян, а также математик Фримен Дайсон из Института перспективных исследований.

### Breakthrough Junior Challenge
В сентябре 2015 года Мильнер и Присцилла Чан совместно с Breakthrough Prize и Khan Academy заявили о запуске соревнования для школьников 13-18 лет — Breakthrough Junior Challenge. Для участия в конкурсе школьники должны подготовить и выложить в YouTube короткое 3-минутное видео, объясняющее научную теорию по физике, математике или медицине. Победитель конкурса получает стипендию на оплату высшего образования в размере 250 000 долларов, учитель победившего школьника получает денежный приз в размере 50 000 долларов, а школа победителя получает современную научную лабораторию стоимостью 100 000 долларов.

## Награды и признание
- 100 величайших бизнес-умов современности (единственный россиянин в списке) — Forbes, сентябрь 2017[60].
- 100 самых влиятельных россиян столетия — Forbes, август 2017[61].
- «The World’s 50 Greatest Leaders» (наиболее значимые мировые лидеры) — Fortune, март 2017[62].
- «The Midas List 2017 (Лучшие венчурные инвесторы)» — Forbes, апрель 2017[63].
- «The Wired 100—2016» — Wired, август 2016[64].
- «100 богатейших людей в мире технологий» — Forbes, август 2016[65].
- «Time 100—100 наиболее влиятельных людей мира 2016» (категория «Титаны») — Time, апрель 2016[66].
- «The Midas List 2016 (лучшие венчурные инвесторы)» — Forbes, April 2016[67].
- «The Midas China List 2016 (лучшие венчурные инвесторы Китая)» — Forbes, апрель 2016[68].
- «New Establishment List 2015» — Vanity Fair, сентябрь 2015[69].
- «Wired 100» — Wired, август 2015[70].
- «The Midas List 2014 (лучшие венчурные инвесторы)» Forbes, апрель 2015[71].
- «New Establishment List 2014» — Vanity Fair, сентябрь 2014[72].
- «The Midas List 2013» — Forbes, май 2013[73].
- «Power Map: 500 most powerful people on the planet» (500 наиболее влиятельных людей планеты) — Foreign Policy, май 2013[74].
- «Most Influential 50» (50 наиболее влиятельных бизнесменов мира) — Bloomberg Markets, сентябрь 2012[75].
- «The Silicon Valley 100» — Business Insider, февраль 2012[76].
- «Top 50 Digital Power Players» — The Hollywood Reporter, январь 2012[77].
- «Businessperson of the Year — Top 50» — Fortune, ноябрь 2011[78].
- «Человек года» — GQ (Русское издание), октябрь 2011[79].
- «Vanity Faiŕs New Establishment List 2011» — Vanity Fair, сентябрь 2011[80].
- «Коммерсант года» — Коммерсант, июнь 2011[81].
- «The 100 Most Creative People» — Fast Company, май 2011[82].
- «The Midas List of Tech’s Top Investors» — Forbes, апрель 2011[83].
- «World’s Billionaires» — Forbes, март 2011[84].
- «Хозяева виртуальной реальности» — Форбс, февраль 2011[85].
- «Бизнесмен года» — Ведомости, декабрь 2010[86].
- «The Smartest People in Tech» (50 самых выдающихся бизнесменов, 46-е место, единственный россиянин в списке) — Fortune, июль 2010[87].

## Личная жизнь
Женат. Его супруга — Юлия Мильнер. Имеет трёх дочерей.